# Прескръбна Божия Майка (Дуванлии)
„Прескръбна Божия Майка“ (на латински: Mater Dolorosa) е християнска църква в Дуванлии, Южна България, част от Софийско-пловдивската епархия на Римокатолическата църква. Църквата е енорийски храм.

## История
В началото на XIX век е построена първата църква с пари на заможен католик, чийто единствен син е бил болен, но преживява една от чумните епидемии, спохождали Южна България през това време. Това е била малка каменна постройка с малък олтар.
До Освобождението енорията не е имала нова църква. На 10 януари 1873 г. за енорийски свещеник е назначен отец Людвик Строци (роден през 1828 г. в Аквел, Италия). Той започва да набира средства за нов храм. Планът на църквата е изработен от отец Ернесто Саватоне, а изграждането ѝ е дело на майсторите Коста Петров и неговия син Симеон от град Дебър, днешна Северна Македония. Сградата е в неовизантийски стил – дълга 28 м, широка 13 м и висока 17 м., с три олтара – започната е през 1884 г. и е завършена през 1886 г. Няколко години по-късно е изградена и камбанария, висока 22 метра.
В началото на XX век енорийски свещеници са отците Салвадор Ашиков и Авросий Комаров, двамата родом от Пловдив. Те изградили модерен за времето си олтар. През 1912 г. са монтирали седмичен камбанен часовник. Тоновете на часовника се чуват в съседните католически села. През 1918 г. католиците в енорията наброяват около 640. На 24 юни 1919 г. за свещеник е назначен отец Самуил Рончев. Той оборудва църквата с нов хармониум.
Лицевата страна на църквата е пострадала от Чирпанското земетресение. Камбанарията се е напукала и е трябвало да бъде съборена.
През лятото на 2019 г. на сградата на църквата е поставена възпоменателна плоча, посветена на 215 годишнината от смъртта на епископ Павел Гайдаджийски.
Храмов празник – 15 септември.